# José Salvador Sanchis
José Salvador Sanchis Tormo (* 26. März 1963 in Valencia) ist ein ehemaliger spanischer Radrennfahrer.

## Sportliche Laufbahn
1982 gelang Sanchis mit einem Etappensieg in der Vuelta a Murcia ein erster internationaler Erfolg. 1984 siegte er im Etappenrennen Cinturón a Mallorca.
Sanchis war Teilnehmer der Olympischen Sommerspiele 1984 in Los Angeles. Im olympischen Straßenrennen schied er aus. Er bestritt die Internationale Friedensfahrt 1984 und kam auf den 51. Gesamtrang.
1985 wurde er Berufsfahrer im Radsportteam Orbea und blieb bis 1991 als Radprofi aktiv. 1986 holte er einen Etappensieg in der Vuelta a Cantabria.
Sanchis bestritt alle Grand Tours.
| Grand Tour            | 1985 | 1986 | 1987 | 1988 | 1989 | 1990 | 1991 |
| --------------------- | ---- | ---- | ---- | ---- | ---- | ---- | ---- |
| Vuelta a EspañaVuelta | –    | 62   | 61   | –    | 48   | –    | 70   |
| Giro d’ItaliaGiro     | –    | –    | –    | –    | 24   | –    | DNF  |
| Tour de FranceTour    | 128  | DNF  | 35   | 111  | –    | –    | –    |

## Familiäres
Er ist der Vater von Anna Sanchís, die 2008 an den Olympischen Sommerspielen im Radsport teilnahm.